# Heteromys oasicus
Heteromys oasicus е вид бозайник от семейство Торбести скокливци (Heteromyidae). Видът е застрашен от изчезване.

## Разпространение
Разпространен е във Венецуела.